# Richard Lewis (tennista)
Richard Lewis (Winchmore Hill, 6 dicembre 1954) è un ex tennista britannico.

## Carriera
In carriera ha raggiunto nel singolare la 77ª posizione della classifica ATP, mentre nel doppio ha raggiunto il 133º posto. Nei tornei del Grande Slam ha ottenuto il suo miglior risultato raggiungendo i quarti di finale di doppio agli Australian Open nel 1977 (dicembre), in coppia con il connazionale Robin Drysdale.
In Coppa Davis ha disputato un totale di 12 partite, collezionando 6 vittorie e 6 sconfitte.